# Андреев, Николай Николаевич (генерал)
Андреев Николай Николаевич (31 января 1929, Москва — 25 декабря 2006, Москва) — деятель органов государственной безопасности СССР и Российской Федерации, учёный в области криптологии. Генерал-полковник (24.11.1993). Доктор технических наук. Профессор.

## Биография
В 1951 году окончил Московский энергетический институт имени В. М. Молотова.
С 1951 года — в органах государственной безопасности. В 1953 году окончил Высшую школу криптографов Главного управления специальной службы (ГУСС) при ЦК КПСС. С 1953 года работал в 8-м Управлении МВД СССР. Сразу после создания в 1954 году КГБ при Совете Министров СССР был переведён туда и работал в 8-м Главном управление КГБ, был заместителем начальника этого Главного управления. Внёс большой вклад в обеспечение информационной безопасности СССР, в развитие криптографической науки и криптографической службы. Один из родоначальников инженерной криптографии (электронного криптоанализа). Участник расшифровки десятков иностранных шифров.
С июля 1973 года — начальник 16-го Управления КГБ (выделено из 8-го Главного управления и сосредоточено на перехвате информации по различным каналам связи и на дешифровке полученной информации). С августа 1975 по октябрь 1991 года — начальник 8-го Главного управления КГБ СССР (защита технических средств связи и создание шифров).
Во время распада СССР совместно с генералами А. В. Старовойтовым и В. И. Маркоменко выступил инициатором создания специальной криптографической службы, что и было реализовано в решении о создании ФАПСИ. С декабря 1991 года — первый заместитель генерального директора ФАПСИ при Президенте Российской Федерации. С 23 июля 1992 года — член Коллегии ФАПСИ. Освобождён от занимаемой должности и уволен с военной службы 28 октября 1994 года.
Продолжал активную научную работу. В 1992—1998 годах − первый избранный президент, с 1999 года — вице-президент Академии криптографии Российской Федерации. Автор большого количества научных трудов и публикаций, практически все из которых не подлежат открытой публикации.
Награждён орденами и медалями СССР и Российской Федерации. Лауреат Ленинской премии. Лауреат Государственной премии СССР. Почётная грамота Правительства Российской Федерации (25.01.1999).